# 本間一咲
本間 一咲（ほんま かずさく、1896年12月13日 - 1973年12月16日）は、日本の作詞家。新潟県佐渡島出身。

## 来歴
1896年（明治29年）、新潟県加茂郡新穂村（現在の佐渡市）に生まれる。1918年（大正7年）に東京府青山師範学校を卒業。
東京都内で45年にわたって教員を務める傍ら作詞の懸賞公募でたびたび入選し、戦前の懸賞歌謡界では「本間さんをしらない者はモグリといわれてもしかたがない」と評される存在であったと言われる。戦後は作詞と並行してふるさと詩社発行の雑誌『ふるさと』を中心に詩を発表している。
1973年（昭和48年）死去。享年78（満77歳没）。

## 主な作品
- 南京ねずみ（宮原禎次作曲）
- 満州開拓の歌（中山晋平作曲）
- 赤十字を讃える歌（古関裕而作曲）
- 樺太島歌（山田耕筰作曲）
- 特別攻撃隊（読売新聞社選定、東京音楽学校作曲）[3]
- 甲府市民歌[注 1]（井上武士作曲）
- 芦屋市民のうた（富田砕花補作、大澤壽人作曲）[4]
- 須坂音頭（藤浦洸補作、藤山一郎作曲）[5]
- 足寄町民歌（八洲秀章作曲）[6]
- モノレールの歌（下元彬人作曲 東京モノレール開業記念楽曲）[7]